# 多布拉鄉 (胡內多阿拉縣)

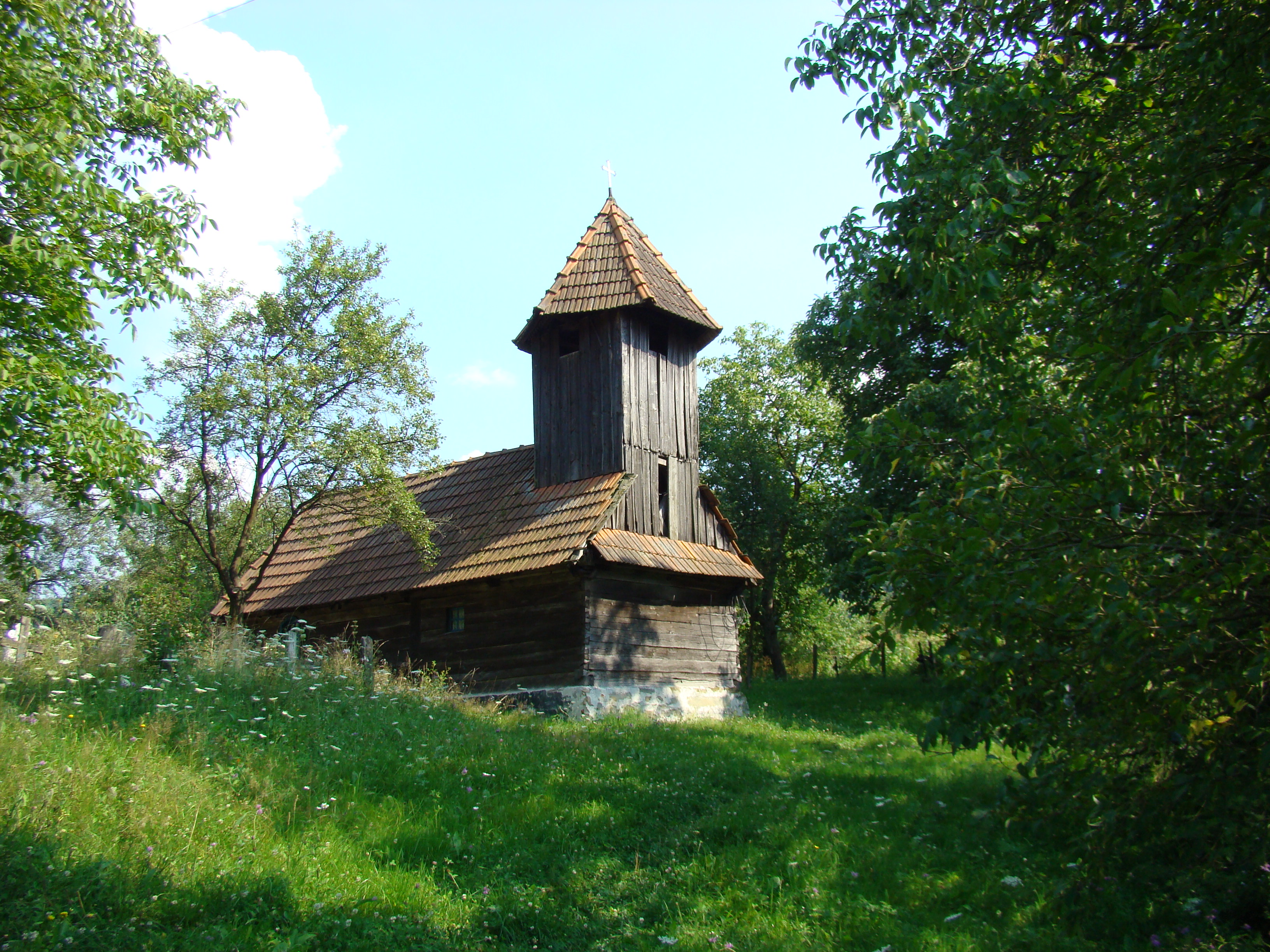

45°54′30″N 22°37′20″E / 45.90833°N 22.62222°E
多布拉鄉（羅馬尼亞語：Comuna Dobra, Hunedoara），是羅馬尼亞的鄉份，位於該國西部，由胡內多阿拉縣負責管轄，面積138平方公里，海拔高度247米，2007年人口3,406，人口密度每平方公里25人。